# دياب الإتليدي

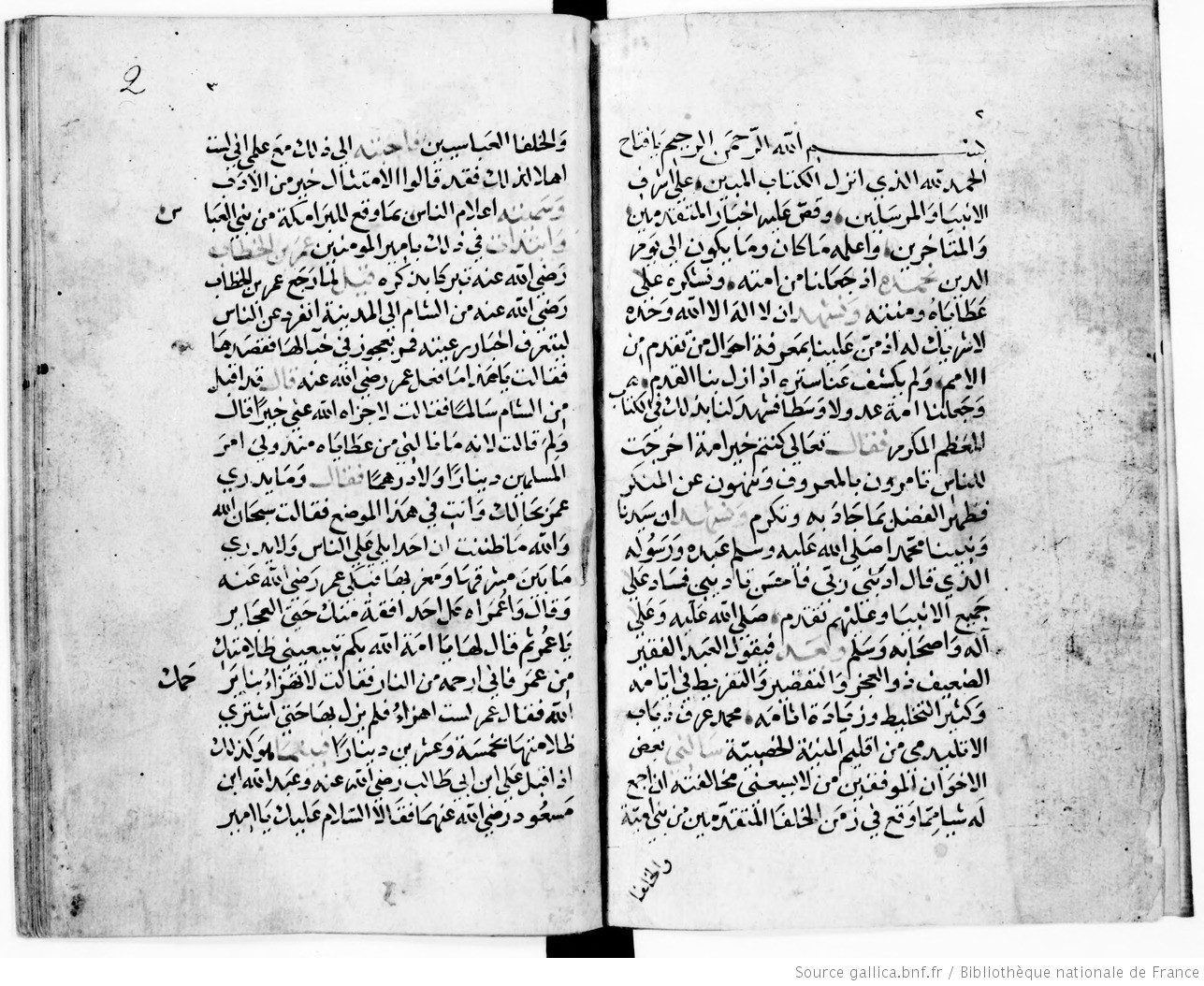
مخطوطة «إعلام الناس بما وقع للبرامكة من بني عباس» - مكتبة فرسنة الوطنية، مخطوط رقم 5246.

محمد دياب الإتليدي (توفي في أوائل القرن الثاني عشر هـ) قصاص، من إقليم «منية الخصيب» بمصر.
له «إعلام الناس بما وقع للبرامكة مع بني العباس». فرغ من تأليفه سنة 1100 هـ (1689 م) وقد طبع الكتاب طبعات كثيرة، وقد شكك الباحثون في صحة الكثير من القصص المروية في الكتاب.